# Katrin Kauschke
Katrin Kauschke, född den 13 september 1971 i Braunschweig, Tyskland, är en tysk landhockeyspelare.
Hon tog OS-silver i damernas landhockeyturnering i samband med de olympiska landhockeytävlingarna 1992 i Barcelona.